# 北埔蟬
北埔蟬为蟬科暗蟬屬的單一个种，因公蟲有傍晚與黎明時分鳴叫特性，所以稱為「暗蟬」。主要棲息臺灣西部平原（以沿海木麻黃防風林較為常見），如新竹北埔鄉、臺中港、彰化鹿港、嘉義及臺南（如台江國家公園等地）等，臺灣特有種，每年5至10月可常見，舊名「北埔蜩」，公蟬體長約31—34（1.2—1.3英寸），母蟬體長約20—23（0.79—0.91英寸）。